# Västlig miombosolfågel
Västlig miombosolfågel (Cinnyris gertrudis) är en fågel i familjen solfåglar inom ordningen tättingar.

## Utbredning och systematik
Västlig miombosolfågel förekommer från centrala Angola och södra Demokratiska republiken Kongo till sydvästra Tanzania och norra Malawi. Tidigare behandlades den som underart till Cinnyris manoensis, då under namnet miombosolfågel, och vissa gör det fortfarande.

## Status
Internationella naturvårdsunionen IUCN kategoriserar arten som livskraftig (LC).

## Namn
Vem Hermann Grote ville hedra med fågelns vetenskapliga artnamn gertrudis framgår inte i hans beskrivning.